# Yrjö Koskinen Yrjö-Koskinen
Pour les articles homonymes, voir Koskinen.
Yrjö Koskinen Yrjö-Koskinen (né Forsman le 2 novembre 1854 à Pietarsaari et mort le 12 janvier 1917 à Helsinki) est un homme politique, directeur général de la Direction des écoles et député du parti finlandais,.

## Biographie
Au cours de sa carrière d'enseignant, Yrjö-Koskinen enseigne au lycée normal d'Hämeenlinna et au lycée finnois pour filles d'Hämeenlinna de 1878 à 1881.
Il enseigne au Lycée normal d'Helsinki de 1882 à 1884 et comme chargée de cours d'histoire au séminaire de formation des maîtres de Jyväskylä de 1886 à 1892.
Yrjö-Koskinen est inspecteur de l'école publique de la région d'Uusimaa de 1892 à 1894, directeur du séminaire de Jyväskylä de 1895 à 1899, et du conseil scolaire en tant qu'inspecteur de l'école publique de 1899 à 1902 et directeur général de la Direction des écoles  de 1902 à 1917.
Yrjö-Koskinen a aussi eu une carrière politique sur les traces de son père et sera membre de la Diète de Finlande représentant de la Noblesse en 1885, 1894, 1897, 1899, 1900, 1904-1905 et 1905-1906.
En février 1894, lors de la séance de la noblesse, il sera le premier à s'exprimer en finnois, considéré comme illégal par certains représentants suédophones. 
Pendant ses années à Jyväskylä, Yrjö-Koskinen est conseiller municipal pendant une courte période en 1898-1899 et membre du conseil de l'église de 1898 et 1908.
Durant la russification de la Finlande, il soutiendra une ligne encore plus conciliante  que son père, mais il est quand même été élu au Sénat de Hjelt à l'été 1908 à la tête du Comité sénatorial des affaires de l'Église (ministre de l'Éducation).
Cette mission ne durera qu'un an. 
Yrjö-Koskinen a aussi été élu au Parti finlandais de la circonscription sud du comté de Vaasa en 1907-1909 et 1910-1911 et a présidé le nouveau conseil d'administration de d'Uusi Suometar.